# Juan José Albornoz
Juan José Albornoz Figueroa (Talca, 12 febbraio 1982) è un ex calciatore cileno, di ruolo centrocampista.